# Ramadanlaterne

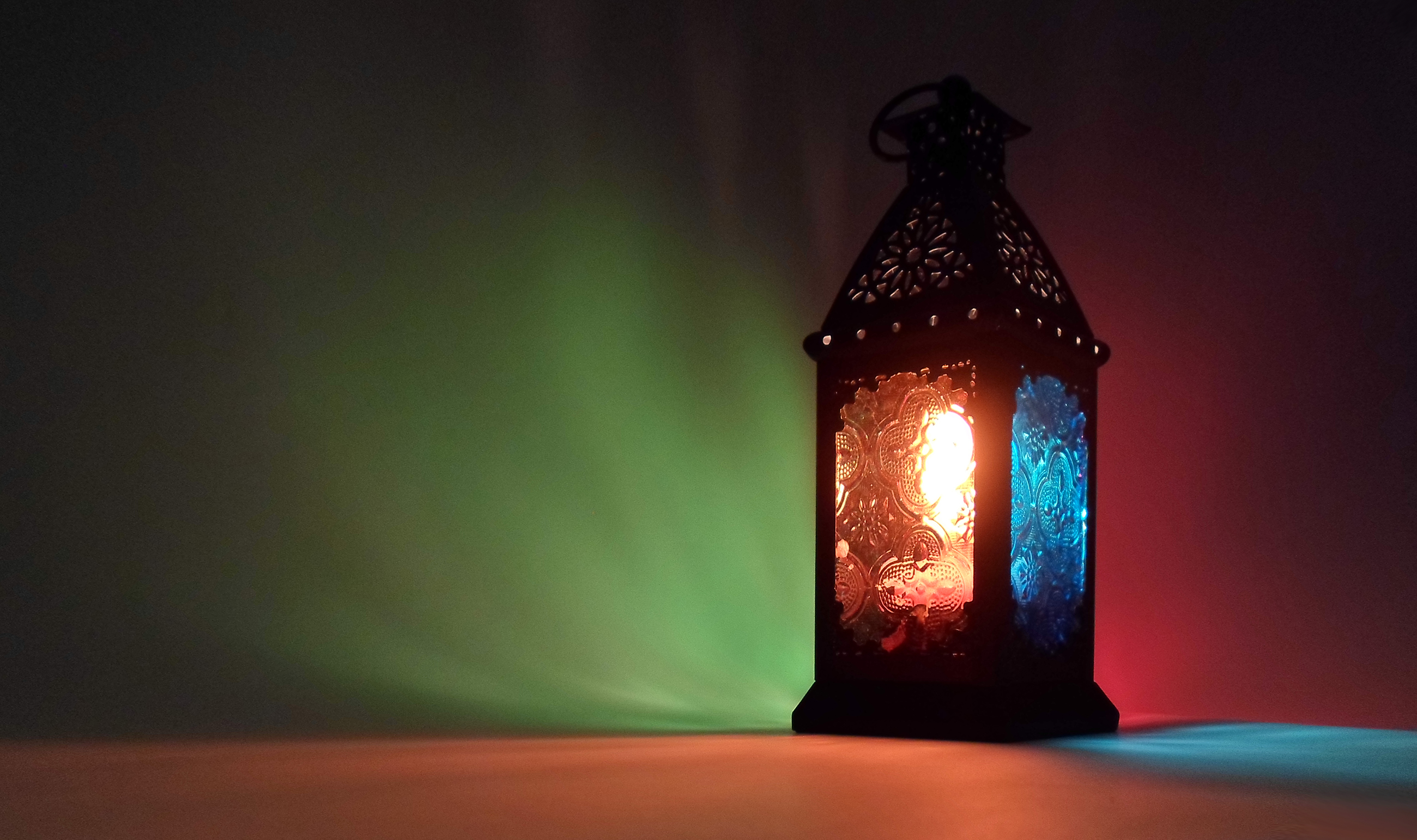
Ramadanlaterne

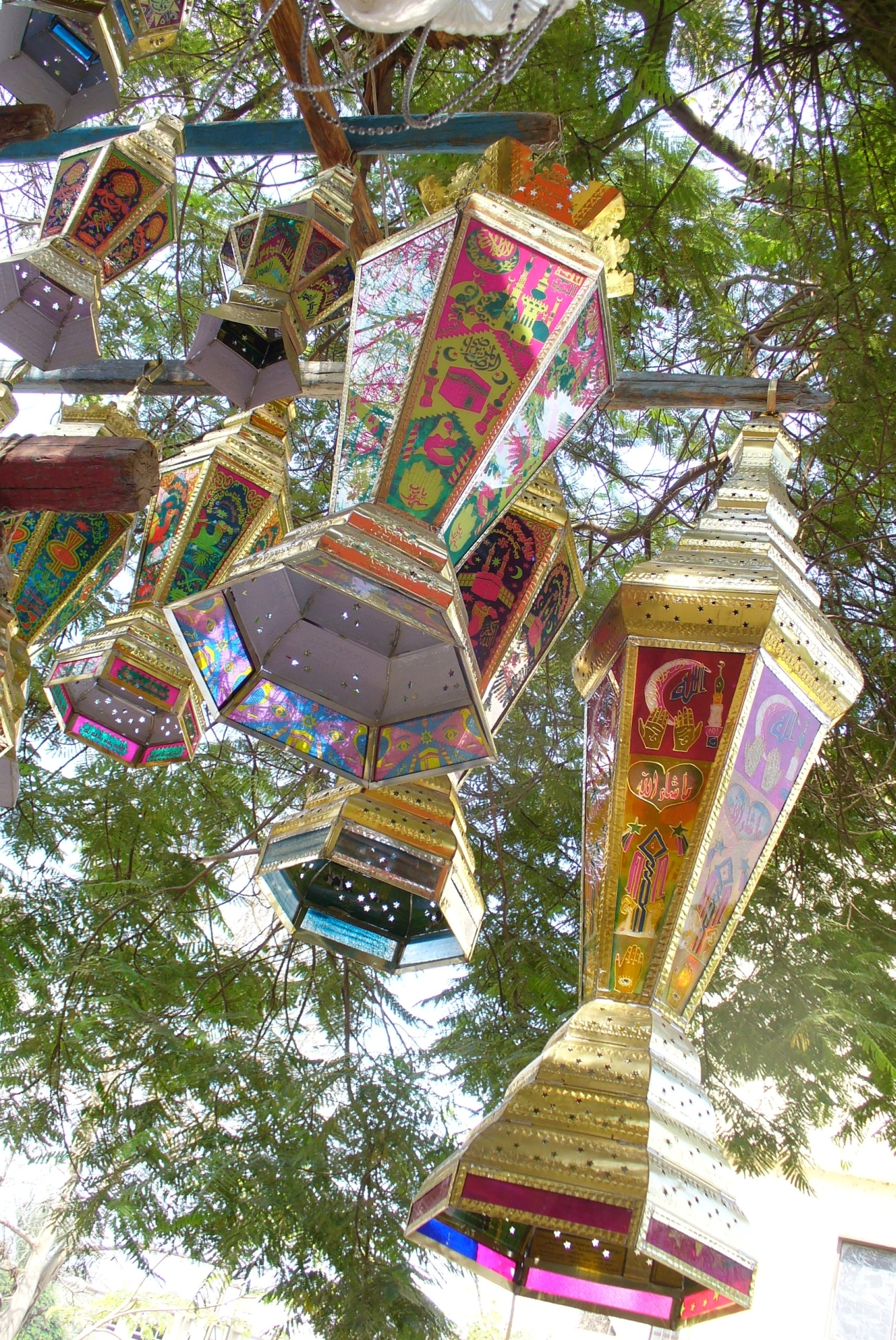
Ramadanlaternen, zum Verkauf angeboten

Ramadanlaternen (arabisch فانوس رمضان, DMG fānūs ramaḍān, Pl. فوانيس رمضان / fawānīs ramaḍān) sind Laternen, die während des Fastenmonats Ramadan als Dekorationselement in einigen islamisch geprägten Ländern verwendet werden. Der Name leitet sich von dem griechischen Wort Phanos (φανός), Laterne, ab. 

## Geschichte
Von Ägypten breiteten sich die Ramadanlaternen in andere islamische Länder aus. Zu ihrem Ursprung gibt es verschiedene Hypothesen. 
Einer Annahme zufolge sollen sich die Ramadanlaternen aus den Fackeln entwickelt haben, mit denen im alten Ägypten während der Feierlichkeiten zum Aufgang des Sternes Sirius die Straßen beleuchtet wurden. Der Historiker al-Maqrizi (1364–1442) führt in seinem Werk Kitāb al-Mawāʿiẓ wa-l-Iʿtibār bi-Ḏikr al-Ḫiṭaṭ wa-l-Āṯār den Ursprung auf koptische Weihnachtskerzen zurück. Für diese Ansicht spricht auch die Herkunft des Namens Fanous aus dem Demotischen. Andere sehen den Ursprung der Ramadanlaternen im fatimidischen Ägypten.